# ديفين باركر
ديفين باركر (بالإنجليزية: Devine Parker)‏ هي عداءة سريعة باهاماسية، ولدت في 2 سبتمبر 2000 في فريبورت في باهاماس.

## وصلات خارجية
- ديفين باركر على موقع الاتحاد الدولي لألعاب القوى (الإنجليزية)